# Bibliothèque de philosophie scientifique
La bibliothèque de philosophie scientifique est  une collection de livres scientifiques publiés chez Flammarion, bon marché, au format in-18, riche de plus de 360 titres parus entre 1902 et 1961. En 1902, Ernest Flammarion en confie la direction à Gustave Le Bon. Ce dernier meurt en 1931. Paul Gaultier lui succède alors et dirige la collection jusqu'en 1960. Son décès signe la fin de cette collection. En 1962, La « Nouvelle bibliothèque scientifique » en prend la suite, toujours chez Flammarion, sous la direction de Fernand Braudel.

## Son histoire

### La période Gustave Le Bon
Sous la direction de Gustave Le Bon, 222 titres de 167 auteurs sont publiés. Ces auteurs sont des agrégés de philosophie, des membres de l'Institut, des docteurs en médecine, des directeurs de laboratoires, des militaires, des historiens, des professeurs d'universités, de la Sorbonne ou du Collège de France, des académiciens.
Le premier volume, La Science et l'Hypothèse, d'Henri Poincaré, est régulièrement réédité dans cette collection jusqu'en 1960.

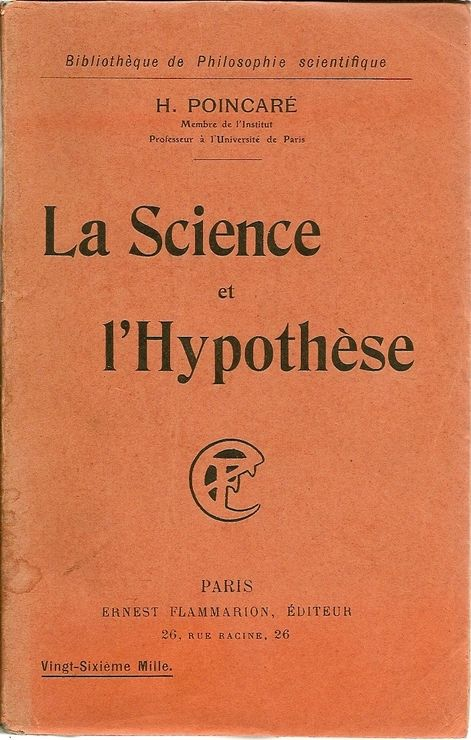
Couverture du livre La Science et l’Hypothèse de Henri Poincaré.

Quatorze titres sont de Gustave Le Bon. Chaque année, entre deux (1931) et 16 titres (1910) sont édités.
Dès 1909, la quatrième de couverture fait apparaître une classification en deux grands thèmes : sciences physiques et naturelles d'une part, psychologie et histoire d'autre part.
À partir de 1919, juste après la Première Guerre mondiale, les titres sont classés en quatre thèmes :
- sciences physiques et naturelles ;
- psychologie et philosophie ;
- histoire générale ;
- histoire des démocraties[2].

### La période Paul Gaultier
Après le décès de Gustave Le Bon en 1931, Paul Gaultier prend la direction de la collection ; 1932 est une année de transition, sans aucune parution.
Entre 1933 et 1961, cent quarante cinq titres enrichissent la collection, écrits par cent seize auteurs. Parmi ceux-ci on trouve Albert Einstein, Max Planck et Louis de Broglie tous les trois prix Nobel de physique ainsi que Wilhelm Ostwald, prix Nobel de chimie. La classification en thèmes disparait. La collection fait une place plus large aux auteurs étrangers. Elle en compte une vingtaine sur cette période. La dernière année (1961) voit la sortie d'un unique titre. La « bibliothèque de philosophie scientifique » laisse alors la place à la « Nouvelle bibliothèque scientifique ».

## Liste des titres parus
Liste constituée d'après Google Books, le catalogue général de la BNF et WorldCat.

### Années 1900
- 1902 : La Science et l'Hypothèse (Henri Poincaré)  — Psychologie de l'éducation (Gustave Le Bon)
- 1903 : La Vie et la Mort (Albert Dastre)  — Nature et Sciences naturelles (Frédéric Houssay)
- 1904 : Les Frontières de la maladie (Jules Héricourt)  — Les Influences ancestrales (Félix Le Dantec)
- 1905 : L'Âme et le Corps (Alfred Binet)  — L'Évolution de la matière (Gustave Le Bon)  — La Science moderne et son état actuel (Émile Picard)  — La Valeur de la science (Henri Poincaré)  — Les Doctrines médicales: leur évolution (Édouard Boinet)
- 1906. L'Histoire de la Terre (Louis de Launay)  — La Lutte universelle (Félix Le Dantec)  — La Physique moderne, son évolution (Lucien Poincaré)  — L'Athéisme (Félix Le Dantec)
- 1907. De l'homme à la science : Philosophie du XXe siècle (Félix Le Dantec)  — L'Allemagne moderne, son évolution (Henri Lichtenberger)  — L'Électricité (Lucien Poincaré)  — L'Évolution des forces (Gustave Le Bon)  — L'Hygiène moderne (Jules Héricourt)  — La Musique : Ses lois, son évolution (Jules Combarieu)  — La Vie sociale et ses évolutions (Ernest Van Bruyssel)  — Le Monde végétal (Gaston Bonnier)  — Les Grands Inspirés devant la science : Jeanne d'Arc (Louis-Victor Biottot)  — Les Transformations du monde animal (Charles Depéret)
- 1908. L'Évolution souterraine (Édouard-Alfred Martel)  — La Connaissance et l'Erreur (Ernst Mach)  — La Conquête minérale (Louis de Launay)  — La Philosophie moderne (Abel Rey)  — La Valeur de l'art (Guillaume Dubufe)  — La Vérité scientifique, sa poursuite (Edmond Bouty)  — La Vie du droit et l'Impuissance des lois (Jean Cruet)  — Le Droit pur (Edmond Picard)  — Science et Conscience : Philosophie du XXe siècle (Félix Le Dantec)  — Science et Méthode (Henri Poincaré)  — Science et religion dans la philosophie contemporaine (Émile Boutroux)
- 1909. L'Aéronautique (Paul Renard)  — La Dégradation de l'énergie (Bernard Brunhes)  — L'Évolution d'une science : la chimie (Wilhelm Ostwald)  — La Naissance de l'intelligence (Georges Bohn)  — Le Crime et la Société (Joseph Maxwell)  — Le Japon moderne, son évolution (Ludovic Naudeau)  — Les Démocraties antiques (Alfred Croiset)  — Les Idées modernes sur les enfants (Alfred Binet)  — Les Névroses (Pierre Janet)  — Les Théories de l'évolution (Marie Goldsmith, Yves Delage)

### Années 1910
- 1910. Découvertes d'histoire sociale : 1200-1910 (Vicomte Georges d'Avenel)  — Domination et colonisation (Jules Harmand)  — Hypnotisme et Spiritisme (Cesare Lombroso)  — L'Énergie américaine (évolution des États-Unis) (Firmin Roz)  — L'Essor de la chimie appliquée (Albert Colson)  — L'Évolution de la mémoire (Henri Piéron)  — L'Évolution des dogmes (Charles Guignebert)  — La Belgique moderne, une terre d'expériences (Henri Charriaut)  — La Démocratie et le Travail (Gabriel Hanotaux)  — La Formation des légendes (Arnold Van Gennep)  — La Marine moderne, ancienne histoire et questions neuves (Louis-Émile Bertin)  — La Psychologie politique et la Défense sociale (Gustave Le Bon)  — Les Anciennes démocraties des Pays-Bas (Henri Pirenne)  — Les Convulsions de l'écorce terrestre (Stanislas Meunier)  — Philosophie d'une guerre (1870) (Émile Ollivier)  — Philosophie de l'expérience (William James)
- 1911. L'Afrique noire (Octave Meynier)  — L'Angleterre moderne, son évolution (Louis Cazamian)  — L'Astronomie : évolution des idées et des méthodes (Guillaume Bigourdan)  — L'Égoïsme, seule base de toute société : étude des déformations résultant de la vie en commun (Félix Le Dantec)  — L'Intolérance religieuse et la politique (Auguste Bouché-Leclercq)  — La Longévité à travers les âges (Maximilien Albert Legrand)  — Le Pragmatisme (William James)  — Le Sommeil et les Rêves (Nicolas Vaschide)  — Les Opinions et les croyances : genèse, évolution (Gustave Le Bon)  — Les Parasites inoculateurs de maladies (Jules Guiart)  — Les Transformations brusques des êtres vivants (Louis Blaringhem)  — Les Transformations de la guerre (Jean Colin)  — Microbes et Toxines (Étienne Burnet)
- 1912 : L'État moderne et l'Organisation internationale (David Jayne Hill)  — La Genèse des instincts, étude expérimentale (Pierre Hachet-Souplet)  — La Philosophie du langage (Albert Dauzat)  — La Révolution française et la psychologie des révolutions (Gustave Le Bon)  — La Russie moderne (Grégoire Alexinsky)  — La Science de la vie (Félix Le Dantec)  — La Vie dans les océans (Louis Joubin)  — La Vie et la mort du Globe (Alphonse Berget)  — Le Vol mécanique, les aéroplanes (Paul Renard)  — Les Démocraties latines de l'Amérique (Francisco García Calderón)  — Les Grands Hommes (Wilhelm Ostwald)  — Les Incertitudes de la biologie (Albert Mathieu Leclerc du Sablon)  — Organisme économique et Désordre social (Clément Colson)
- 1913. Dernières pensées (Henri Poincaré)  — L'Agriculture moderne (Daniel Zolla)  — L'Italie moderne (Prince Giovanni Borghèse)  — La Littérature : création, succès, durée (Fernand Baldensperger)  — La nationalité française, sa formation (Jules d'Auriac)  — La parthénogénèse naturelle et expérimentale (Marie Goldsmith, Yves Delage)  — La république romaine : les conflits politiques et sociaux (Gustave Bloch)  — La science et la réalité (Pierre Delbet)  — Le matérialisme actuel (Henri Bergson)  — Le nivellement des jouissances (Vicomte Georges d'Avenel)  — Le rêve et l'action (Gabriel Dromard)  — Les concepts fondamentaux de la science, leur signification réelle et leur action psychologique (Federigo Enriques)  — Les problèmes de la sexualité (Maurice Caullery)  — Une république patricienne, Venise (Charles Diehl)
- 1914. Défense organique et centres nerveux (Pierre Bonnier)  — L'évolution de l'industrie (Daniel Bellet)  — L'inconscient (Georges Dwelshauvers)  — La vie des vérités (Gustave Le Bon)  — Le jeu, la chance et le hasard (Louis Bachelier)  — Le monde des aveugles : essai de psychologie (Pierre Villey)  — Les partis politiques, essai sur les tendances oligarchiques des démocraties (Robert Michels)  — Les problèmes de l'atmosphère (Alphonse Berget)
- 1915. Enseignements psychologiques de la guerre européenne (Gustave Le Bon)  — Les démocraties italiennes (Julien Luchaire)  — Les grandes batailles de l'histoire de l'Antiquité à 1913 (Jean Colin)
- 1916. À travers le monde vivant (Edmond Perrier)  — L'Italie en guerre (Henri Charriaut, M.-L. Amici-Grossi)  — La volonté de croire (William James)  — Premières conséquences de la guerre : transformation mentale des peuples (Gustave Le Bon)
- 1917. Histoire géologique de la mer (Stanislas Meunier)  — La biologie humaine (Joseph Grasset)  — La Grande-Bretagne et la guerre esquisse d'une évolution sociale (Louis Cazamian)  — La mémoire et l'oubli (Ludovic Dugas)  — La Russie et l'Europe (Grégoire Alexinsky)  — Le monde balkanique (Alphonse Muzet)  — Le panslavisme et l'intérêt francais (Louis Léger)  — Savoir ! Considération sur la méthode scientifique, la guerre et la morale (Félix Le Dantec)
- 1918. Hier et demain, pensées brèves (Gustave Le Bon)  — L'impérialisme économique allemand (Henri Lichtenberger, Paul Petit)  — La mécanique : les idées et les faits (Léon Lecornu)  — La natalité, ses lois économiques et psychologiques (Gaston Rageot)  — La vie en action (Edmond Perrier)  — La vie psychique des insectes (Eugène-Louis Bouvier)  — Le mépris des lois et ses conséquences sociales (Daniel Bellet)  — Les anciennes républiques alsaciennes (Louis Batiffol)  — Les maladies des sociétés : tuberculose, syphilis, alcoolisme et stérilité (Jules Héricourt)
- 1919 : Byzance, grandeur et décadence (Charles Diehl)  — L'éducation de la mémoire (Charles-Louis Julliot)  — L'éducation physique et la race : santé, travail, longévité (Philippe Tissié)  — L'évolution des moyens de transport : voyageurs, lettres, marchandises (Vicomte Georges d'Avenel)  — Les problèmes de l'hérédité expérimentale (Louis Blaringhem)  — L'hérédité morbide (Eugène Apert)  — La matière et la vie (Hyacinthe Guilleminot)  — Leçons morales de la guerre (Paul Gaultier)  — Les interprétations de la guerre (René Hubert)

### Années 1920
- 1920 : Force et cause (Frédéric Houssay)  — Guerres militaires et guerres sociales : méditations (Marie Bonaparte)  — L'enquête criminelle et les méthodes scientifiques (Edmond Locard)  — L'évolution de l'artillerie pendant la guerre (Général Gascouin)  — L'hérédité et le milieu, leur rôle dans le développement de l'homme (Edwin Grant Conklin)  — La chimie et la vie (Anna Drzewina, Georges Bohn)  — La fatigue (Josefa Ioteyko)  — Le socialisme suivant les peuples (Edmond Laskine)  — Les glaciers et les montagnes (Stanislas Meunier)  — Les peuples d'extrême orient. La Chine (Émile Hovelaque)  — Les problèmes de l'océan (Alphonse Berget)  — Les transformations sociales des sentiments (Frédéric Paulhan)  — Psychologie des temps nouveaux (Gustave Le Bon)  — Une démocratie historique : la Suisse (Camille-Georges Picavet)
- 1921 : Habitude et métamorphose des insectes (Eugène-Louis Bouvier)  — La croissance (Eugène Apert)  — La relativité des phénomènes (Gaston Moch)  — La vie d'une armée pendant la grande guerre (F.-L.-L. Pellegrin)  — Le christianisme antique (Charles Guignebert)  — Les constantes du droit (Edmond Picard)  — Les démocraties modernes (Célestin Bouglé, ́Émile Doumergue, Henri Bois, Henry Wickham Steed)  — Les peuples d'extrême orient. Le Japon (Émile Hovelaque)  — Les poisons méconnus (A-L Marchadier, André Goujon)  — Personnalité biologique de l'homme (Jean Friedel)  — Psychologie de l'hygiène (Paul Chavigny)
- 1922. L'archéologie, son domaine, son but (Waldemar Deonna)  — L'empire romain, évolution et décadence (Gustave Bloch)  — L'imagination : étude critique (Joseph Segond)  — L'oiseau et son milieu (Maurice Boubier)  — La magie (Joseph Maxwell)  — La personnalité humaine. Son analyse (François Achille-Delmas, Marcel Boll)  — Le christianisme médiéval et moderne (Charles Guignebert)  — Le droit féminin (Henri Joly)  — Le socialisme et la société (James Ramsey MacDonald)  — Problèmes sociaux de jadis à présent (Léon Homo)
- 1923. L'Amérique nouvelle. Les États-unis et la guerre. Les États-unis et la paix (Firmin Roz)  — L'aviation militaire et la guerre aérienne (Marcel Jauneaud)  — L'évolution de l'aéronautique (Marcel Jauneaud)  — L'évolution de la chirurgie (Paul Lecène)  — La médecine psychologique (Pierre Janet)  — La mémoire biologique : essais d'une conception philosophique nouvelle de la vie (Eugenio Rignano)  — La vie des atomes (Augustin Boutaric)  — Le déséquilibre du monde (Gustave Le Bon)  — Les défenses de l'organisme (Félix d'Hérelle)
- 1924. Comment diagnostiquer les aptitudes chez les écoliers (Édouard Claparède)  — Immortalité et rajeunissement dans la biologie moderne (Sergeĭ Metalnikov)  — La psychologie du commandement (Émile Mayer)  — Les psychoses et les frontières de la folie (Angelo Hesnard)
- 1925. Comment nous pensons (John Dewey)  — La lumière et les radiations invisibles (Augustin Boutaric)  — Morale et religion (Émile Boutroux)  — Science et industrie (Henry Le Chatelier)
- 1926. Éducation, science, patrie (Lucien Poincaré)  — L'orientation professionnelle (Boris Noyer, Jean Perret, Pierre Mazel)  — La guerre et la paix : avec l'opinion des plus illustres penseurs et hommes d'État français (Ludovic Naudeau)  — Le communisme chez les insectes (Eugène-Louis Bouvier)  — Les métamorphoses des animaux marins (Louis Joubin)
- 1927. L'aveugle dans le monde des voyants : essai de sociologie (Pierre Villey)  — L'évolution actuelle du monde, illusions et réalités (Gustave Le Bon)  — La chaleur et le froid (Augustin Boutaric)  — La divination (Joseph Maxwell)  — La vie (Jean-paul Bounhiol)  — Le retour éternel et la philosophie de la physique (Abel Rey)  — Le terrain dans les maladies (Jules Héricourt)
- 1928. L'industrie allemande, sa récente évolution (Gaston Raphaël)  — La Psychanalyse et les nouvelles méthodes d'investigation de l'inconscient (Auguste Armand)  — Le maniement des hommes (Edward Lyman Munson)  — Les horizons de la science. Entretiens avec les notabilités du monde politique, religieux et scientifique (Pierre Chanlaine)  — Les passions humaines (André Joussain)
- 1929. Évolution et révolution (Henri Sée)  — La mystique démocratique, ses origines, ses illusions (Louis Rougier)  — Les ondes hertziennes et la télégraphie sans fil (Augustin Boutaric)

### Années 1930
- 1930 : Interprétation du monde moderne (Maurice Simart)  — Le problème du génie (Joseph Segond)  — Les sentiments et l'intelligence (André Joussain)
- 1931 : Bases scientifiques d'une philosophie de l'histoire (Gustave Le Bon)  — L'évolution des idées et des mœurs américaines (Firmin Roz)
- Pas de publication en 1932.
- 1933. L'âme allemande (Louis Raynaud)  — Les grandes régions géologiques du sol français (Léon Bertrand)
- 1934. Atome et cosmos : le monde de la physique moderne (Hans Reichenbach)  — Comment je vois le monde (Albert Einstein)  — L'âme italienne (Carlo Sforza)  — L'âme russe (Jules Legras)
- 1935. L'évolution des sciences physiques et mathématiques (Georges Bouligand, Brunold, Grumbach, Morand, Sergescu, Taboury, Turpain)  — L'hystérie et l'évolution humaine (Maurice Dide)  — La crise de la vérité (Johan Hjort)  — La menace des insectes (Leland Ossian Howard)  — Les conceptions modernes de l'hérédité (Maurice Caullery)  — Les débuts de l'intelligence (Pierre Janet)  — Physique et astrophysique (Charles Fabry)
- 1936. L'Allemagne nouvelle (Henri Lichtenberger)  — L'âme française (Paul Gaultier)  — L'évolution de l'esprit européen (Louis Dumont-Wilden)  — L'intelligence avant le langage (Pierre Janet)  — Les conceptions actuelles de la physique (Augustin Boutaric)  — Les grands problèmes de la médecine contemporaine, fondateurs et doctrines (Louis Pasteur Vallery-Radot)
- 1937. La physique nouvelle et les quanta (Louis de Broglie)  — La psychologie de la forme (Paul Guillaume)  — Le principe de causalité et ses limites (Philipp Frank)  — Psychologie des masses (André Joussain)
- 1938. L'armée moderne (Louis Félix Thomas Maurin)  — L'évolution des idées en physique : des premiers concepts aux théories de la relativité et des quanta (Albert Einstein, Léopold Infeld)  — La démocratie en France – ses origines – ses luttes – sa philosophie (Louis Raynaud)  — La vie morale et l'au-delà (Jacques Chevalier)  — Le sort du capitalisme (Louis Marlio)  — Physiologie des animaux marins (Paul Portier)
- 1939. Atomes, radioactivité et transmutation (Maurice de Broglie)  — L'homme devant la science (Pierre Lecomte du Nouÿ)  — La mer (Jules Rouch)  — Les progrès récents de l'embryologie expérimentale (Maurice Caullery)  — Lutte pour la civilisation et philosophie de la paix (Maurice Blondel)  — Problèmes de la vision (Armand de Gramont)

### Années 1940
- 1940 : Dictature ou liberté (Louis Marlio)  — Psychologie des animaux sauvages : instinct, intelligence (Achille Urbain)
- 1941. Initiations à la physique (Max Planck)  — Invention et finalité en biologie (Lucien Cuénot)  — La France et la civilisation contemporaine (Gaultier, Borel, Calvet, Valery, Lecomte, Hourticq, Fabry, Caullery, Roussy, Samazeulh)  — Physiologie de l'instinct et de l'intelligence (Henri Roger)
- 1942. Biologie des poissons (Louis Roule)  — De l’acte à la pensée, essai de psychologie comparée (Henri Wallon)  — Les initiateurs français en pathologie infectieuse (Georges Duhamel, Noël Bernard, Maurice Marie Blanchard, René Legroux, André Lemierre)  — Les métis - Nouvelle étude sur les migrations, le mélange des races, le métissage, la retrempe de la race française et la révision du code de la famille  (René Martial)  — Les tremblements de terre, leurs causes, leurs effets (Edmond Rothé)  — Transformisme et adaptation (Étienne Rabaud)
- 1943. Ce que la France a apporté à la médecine depuis le début du XXe siècle : conférences faites à la clinique médicale de l'hôpital Bichat pendant l'occupation allemande (Théophile Alajouanine, Albert Bezançon, André Boivin, Maurice Chiray, Huguenin, Charles Laubry, André Lemierre, Louis Pasteur Vallery-Radot, Albert Sézary, Jacques Tréfouël)  — De Pythagore à Hilbert. Les époques de la mathématique et leurs maîtres (Egmont Colérus)  — L'art et la science (Louis Hourticq)  — L'Évolution de la mécanique (Émile Borel)  — La géographie linguistique (Albert Dauzat)  — La machine nerveuse (Louis Lapicque)  — La valeur de la connaissance positive (Albert Dauzat)  — Les grands problèmes de la métallurgie moderne (Léon Guillet)  — Mesure et médecine (Arthur Vernes)
- 1944. Histoire géologique du sol français – Tome 1 : les matériaux et les types structuraux du sous-sol (Léon Bertrand)
- 1945. Énergie électrique et civilisation (Edmond Roux)  — La chimie des plantes (Henri Colin)  — La sociologie La sociologie(André Joussain)  — Les migrations végétales (René Bouvier)  — Les temps préhistoriques (Marie-Henriette Alimen, Léonce Joleaud)
- 1946. Histoire géologique du sol français – Tome 2 : le plan architectural et l'édification de nos grandes régions géologiques (Léon Bertrand)  — L'évolution scientifique et l'agriculture française (Albert Demolon)  — L'organisation du travail (Jean Chevalier)  — La Méditerranée (Jules Rouch)  — Le chef d'entreprise : évolution de son rôle au XXe siècle (Philippe Simon, Louis Germain-Martin)  — Le sang dans la vie de l'organisme (Justin Jolly)  — Les institutions musulmanes (Maurice Gaudefroy-Demombynes) — L'art et la littérature (Louis Hourticq)
- 1947. Au seuil de l'ère atomique (Augustin Boutaric)  — Biologie et médecine devant la science exacte (André Dognon)  — Infection et immunité (Jules Bordet)  — La conscience de la liberté (Jean Laporte)  — La correspondance des arts : éléments d'esthétique comparée (Étienne Souriau)  — La vie cellulaire (Christian Champy)  — Le caoutchouc : brillante et dramatique histoire de l'hévéa (René Bouvier)  — Le sommeil et les états de sommeil (Paul Chauchard)  — Reproduction sexuelle et histoire naturelle du sexe (Louis Bounoure)  — Science et poésie (Pius Servien Coculescu)
- 1948. Hérédité et physiologie du sexe (Louis Bounoure)  — La philosophie du langage, édition revue et corrigée (Albert Dauzat)  — La sensibilité organique (Maurice Vernet)  — Les crises économiques (Henri Ardant)  — Les puissances du moi (Louis Lavelle)
- 1949. Esthétique du rire (Charles Lalo)  — Introduction à la philosophie de l'individu (Henri Bouchet)  — L'homme devant l'univers (Jacques Duclaux)  — La géographie humaine (Maurice Le Lannou)  — La vie végétale,  la dynamique de la vie (René Souèges)  — Les grandes découvertes françaises en biologie médicale de 1877 à nos jours (Léon Binet, Noël Bernard, René Dujarric de la Rivière, Gastinel, Antoine Lacassagne, André Lemierre, Pierre Mollaret, Louis Pasteur Vallery-Radot, Charles Richet, Sénèque)

### Années 1950-1960
- 1950. Histoire des théories économiques (Émile James)  — L'âme chinoise (René Porak)  — L'âme de l'univers (Gustaf Stromberg)  — La civilisation de l'Inde ancienne (Louis Renou)  — La genèse et la valeur de la connaissance positive (Marcel Guichard)  — La loi des révolutions (André Joussain)  — La météorologie et ses applications (Charles Maurain)  — Philosophie du libéralisme (Émile Mireaux)  — Transformation de la philosophie française 1900-1950 (Émile Bréhier)
- 1951. L'avenir de l'Asie russe (Félix Leprince-Ringuet)  — La destinée personnelle (René Le Senne)  — La pensée de l'existence (Jean Wahl)  — La philosophie de la chirurgie (René Leriche)  — La physique cosmique (Alexandre Dauvillier)
- 1952. De la table de multiplication à l'intégrale (Egmont Colérus)  — L'homme microscopique , essai de monadologie (Pierre Auger)  — La vie et la mort (Maurice Vernet)  — Le merveilleux, la pensée et l'action (Pierre-Maxime Schuhl)  — Le mysticisme (Emmanuel Aegerter)  — Les atmosphères stellaires (Daniel Barbier)  — Les éléments chimiques et le monde vivant (Maurice Javillier)
- 1953. La création poétique, essai d'analyse (René Waltz)  — Le hasard et la vie des espèces (Étienne Rabaud)  — Mythe et métaphysique : introduction à la philosophie (Georges Gusdorf)  — Philosophes et savants (Pierre Humbert)
- 1954. L'aventure de l'esprit dans les espèces (Maurice Pradines)  — La cybernétique et l'origine de l'information (Raymond Ruyer)  — La vie végétale, la cinématique de la vie (René Souèges)  — Les mers polaires (Jules Rouch)
- 1955. L'âme et la vie (Maurice Vernet)  — L'avènement de la philosophie scientifique (Hans Reichenbach)  — Les migrations des peuples , essai sur la mobilité géographique (Max Sorre)  — Philosophie du surréalisme (Ferdinand Alquié)
- 1956. L'austérité et la vie morale (Vladimir Jankélévitch)  — Langage, vérité et logique (Alfred Jules Ayer)  — Le monde vu par la physique (Carl Friedrich von Weizsäcker)
- 1957. Déterminisme et finalité : double loi de la vie (Louis Bounoure)  — Du point à la quatrième dimension : ou la géométrie pour tous  (Egmont Colérus)  — L'évolution humaine , spéciation et relation (J. Anthony, Pierre Grappin, P. Laget, André Leroi-Gourhan, Jean Nouvel, Jean Piaget)  — La pensée scientifique moderne (Jean Ullmo)  — Les aventures de la science, essai sur l'évolution de l'esprit scientifique (Émile Girardeau)  — Les défauts du caractère (Paul Gaultier)
- 1958. L'âme musulmane (Raymond Charles)  — La genèse des formes vivantes (Raymond Ruyer)  — Les mystères de la vie, de l'amour et de la mort (André Joussain)  — Naissance du monde moderne (Franco Lombardi)
- 1959. Introduction à l'étude scientifique du rire, phénomène humain (André Berge)  — La destinée humaine (André Lamouche)  — La science de l'incertitude (Jacques Duclaux)  — La valeur de la connaissance scientifique (Paul Césari)  — Signification et vérité (Bertrand Russell)
- 1960. La métaphysique et le langage (Louis Rougier)  — Le pur et l'impur (Vladimir Jankélévitch)
- 1961. Alimentation et équilibre biologique (Raymond Ferrando)